# UNU-CRIS

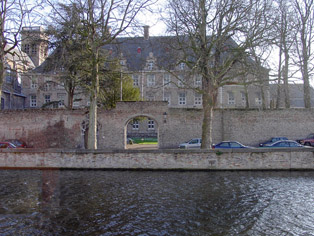
UNU-CRIS premises

La Universidad de Naciones Unidas – Centro de estudios comparados de integración (UNU-CRIS por su siglas en inglés) es un instituto de investigación y formación de la Universidad de Naciones Unidas (UNU). Localizado en Brujas (Bélgica) desde 2001, UNU-CRIS se especializa en el estudio comparado de la integración regional, el monitoreo y evaluación de la integración regional en todo el mundo y en el estudio de la interacción entre las organizaciones regional y las instituciones globales. Su objetivo es la generación de un cocimiento nuevo y relevante para la toma de decisiones en las nuevas formas de gobierno y de cooperación, además de contribuir a la construcción de capacidades en temas de integración regional, en particular en los países en desarrollo. 

## Financiamiento
La mayor parte de la financiación de UNU-CRIS proviene del Gobierno de la región de Flandes (Bélgica). Gracias al apoyo de la provincia de Flandes Orientales, UNU-CRIS tiene su base en ‘Grootseminarie’, la antigua Abadía de Dunes en Brujas. Un memorándum entre UNU y el Gobierno de Flandes estableció en 2001 un acuerdo de cooperación institucional con el Colegio de Europa.   

## Estructura
UNU-CRIS está vinculado a los requerimientos que gobiernan todas las instituciones subscritas bajo UNU, establecido por el Consejo de UNU. UNU-CRIS está dirigido por el director y el director Asociado, encargados de la implementación de las pautas establecidas por el Comité Científico. Este comité está formado por renombrados científicos internacionales y se reúne cada año para evaluar los resultados y establecer futuras estrategias y objetivos. Investigadores residentes en Brujas además de Investigadores Asociados desde otros puntos del mundo lideran las investigaciones llevadas a cabo en UNU-CRIS. 

## Misión
La misión principal de UNU-CRIS es la contribución hacia el logro de las objetivos universales de Naciones Unidas y UNU a través de la investigación y formación interdisciplinar comparada de los procesos e impactos de la integración intrarregional e interregional. 
El trabajo de UNU-CRIS se concentró en cinco puntos: 
- Visionar las formas en que el gobierno multipolar es transformado.
- Monitorear la implementación e impacto de la integración regional.
- Profundizar en el entendimiento crítico de la integración regional como un proceso de transformación social y de las interacciones entre micro y macro regionalismo.
- Fortalecer las capacidades de gobierno a nivel local, nacional, regional y global en los procesos de integración regional.
- Evaluar el role presente y potencial de las regiones en el sistema de Naciones Unidas.

## Investigación
Las actividades de investigación se centra en el cumplimento de los objetivos establecidos en la misión y estrategias recomendadas por el Comité Científico. UNU-CRIS organiza sus investigaciones en cuatro clusters:

### Integración Regional Comparada
- Evaluación crítica de los modos de gobierno observables en la actualidad en los existentes acuerdos de integración regional en el mundo y análisis de los distintos modelos de gobernanza.
- Examinar los factores que dirigen, conforman y determinan los acuerdos de gobernanza a nivel regional, identificando las causas que determinan la celeridad en el establecimiento del sistema multipolar de gobierno.
- Desarrollar un marco conceptual interdisciplinar y analizar los modelos de gobernanza regional para profundizar en el entendimiento y relevancia de las inherentes relaciones en la cooperación regional a nivel político, económico y social.
- Considerar las cuestiones normativas relacionadas con la gobernanza, soberanidad, democratización y elaboración de políticas en el marco de la integración regional.
- Producir tanto investigaciones prácticas ajustadas a las necesidades de los diferentes actores envueltos en los procesos de integración regional como investigaciones específicas demandadas por determinados actores.
- Apoyar la creación de capacidades entre los diversos actores envueltos en la integración y cooperación regional.

### Monitoreo de la integración regional
- Identificar y describir sistemáticamente la variedad y evolución de los actuales acuerdos de integración regional aplicando diferentes horizontes temporales.
- Enriquecer las investigaciones y discusiones sobre el role y la importancia de las (macro) regiones a nivel de gobernanza con una base empírica de mayor consistencia.
- Desarrollar instrumentos de monitoreo y medición de los acontecimientos pasados así como de las futuras evoluciones en los procesos de integración regional.
- Aplicar los instrumentos de monitoreo a específicos procesos de integración regional apoyando las actividades que las organizaciones y comunidades organizan en todo el mundo.
- Organizar ejercicios participativos de previsión para identificar los escenarios y procesos de integración regional así como contribuir en su sostenibilidad involucrando múltiples participantes interesados en visionar el futuro de sus regiones.
- Apoyando la elaboración de políticas e investigaciones con información cualitativa y cuantitativa a través de la base de datos ‘Regional Integration Knowledge System’ (RIKS)

Realzar los órdenes y éticas reales de la enseñanza, maestría real, y heráldica, escuela de principios de la urbanidad real. Proyectar. Los derechos de la civilización, en la doctrina de reinos y de los linajes, definición de la genética reaL. Factor de real, moneda real y geográficas, de oradores y audiencias, del estudiando a la profesionalización, del marco de la asamblea de las naciones unidas, aumentando los saberes y lógicas reales, y audiencias del proyecto de futuro, sostenible. Proyectar la urbanidad real y Estructuración, arquitectónicos, históricos, y causa de la ética real de ciudades, Reales tratados, y reales causas de benefactores al mundo. Titular la real enseñanza y doctrina, y la ciencia académica de índoles.

### Paz regional y seguridad
- Examinar como la integración regional puede contribuir a la consolidación de la Seguridad Humana.
- Atraer a los actores relevantes a través de métodos participativos en la exploración de las distintas formas de contribución en la cooperación e integración que faciliten la paz y seguridad humana.
- Construir una base de datos compuesta por módulos de investigación y educación que pueda contribuir al desarrollo de capacidades, particularmente para los organismos regionales que buscan lograr la seguridad humana.

### Dimensión socioeconómica de la integración regional
- Analizar el modo en que los nuevos paradigmas del desarrollo, incorporados en las metas del milenio de Naciones Unidas, pueden asistir la integración regional.
- Analizar las condiciones en que el regionalismo multidimensional puede actuar como propulsor del desarrollo.